# Perserschutt
El depósito de los persas (en alemán Perserschutt) es el depósito de los hallazgos arqueológicos derivados de la recogida y posterior enterramiento, en la Acrópolis de Atenas, de los restos de estatuas y exvotos realizados por los atenienses a partir del 480 a. C.: «sepultura ritual de objetos votivos, cargados de valores religiosos y, por tanto, dignos de ser retirados del deterioro». Las esculturas proceden de la destrucción y saqueo de la ciudad perpetrados por los persas liderados por Jerjes I en la segunda guerra médica. Fue desenterrado a finales del siglo XIX en la terraza oriental de la Acrópolis y en la zona entre el Partenón y el Erecteo.

## Historia

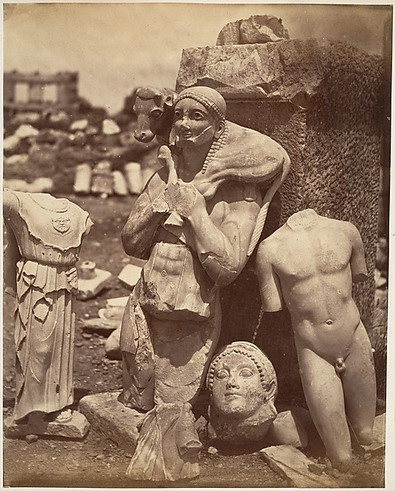
El "Perserschutt", fotografiado en 1866, justo después de la excavación. A la izquierda se encuentra la Atenea Angeletos, en el centro el Moscóforo y a la derecha el Efebo de Critio.

Cuando los atenienses que habían huido de la ciudad regresaron a sus hogares después de la partida de los persas, encontraron la ciudad completamente saqueada e incendiada, y la mayoría de los templos destrozados o destruidos. Los objetos profanados fueron enterrados según la costumbre, en ceremonias y con el mayor respeto. Luego se niveló la cima de la Acrópolis y se reconstruyeron los templos.
Después de las guerras médicas y, en particular, después de la batalla de Platea en el 479 a. C., los atenienses decidieron no reestructurar la Acrópolis, sino dejar todo lo destruido como testimonio de la barbarie de los persas. Al regresar «a la Acrópolis saqueada y destruida por los persas», de hecho decidieron «dejar bien visibles las huellas del sacrilegio llevado a cabo por los bárbaros». El programa arquitectónico, de hecho, se mantuvo firme hasta el año 447 a. C. Las estatuas, para entonces inútiles, pero igualmente objetos sagrados, fueron enterradas.
Para los arqueólogos, el depósito persa ha constituido una fuente muy valiosa no solo para la recuperación de material escultórico, aunque esté mutilado, sino también para definir, con una fecha precisa, el límite entre el estilo del período arcaico y el primer estilo del período clásico, el estilo severo. «El descubrimiento de Perserschutt, a finales del siglo XIX, cambió radicalmente la dirección de los estudios histórico-artísticos, lo que llevó a un verdadero descubrimiento del arte griego del período arcaico, hasta entonces muy poco conocido también porque raramente se veía afectado por el fenómeno de la copia. Las huellas de destrucción intencional encontradas en algunos de los materiales (signos de fuego, golpes de mazo) y el conocimiento de los acontecimientos históricos relacionados con el saco persa, han hecho de estos rellenos un fundamental, aunque hoy en día controvertido y por algunos desconocido, “terminus ante quem”. En este sentido no hay que descartar que el valor de la cesura cronológica haya sido exclusivamente para el sector norte de la fortaleza; en el sur, en cambio, habría sido más bien funcional a las operaciones de construcción posteriores».
«Gracias a la reciente historiografía, se ha contribuido a aclarar este típico patrimonio, determinado no solo por motivaciones ideológicas, sino también por la certeza de haber descubierto el más colosal “terminus ante quem” de toda la historia del arte griego, pudiendo situarlo en una fecha anterior al 480 a. C.; todas las esculturas encontradas en la Acrópolis en una posición que puede definirse como "depósito persa", es decir, como una descarga sistemática realizada por los atenienses, a su regreso a la ciudad desde la cercana isla de Salamina, de todo el mobiliario y los anathemata dañados (real o hipotéticamente) por los persas. Es gracias a la reciente discusión que hemos situado el problema en una dimensión filológicamente correcta, ya que, a pesar de los pocos diarios de excavación, podemos distinguir diferentes momentos en el enterramiento de las esculturas, no todas los cuales pueden ser atribuidos a la misma fase».

## Excavaciones
Los restos del Perserschutt fueron descubiertos en 1863-1866 por el arqueólogo francés Charles Ernest Beulé. El resto fue descubierto en 1885-1890 por el arqueólogo griego Panagiotis Kavvadias y los arquitectos alemanes Wilhelm Dörpfeld y Georg Kawerau. Entre estos artefactos se encuentran esculturas famosas como el Efebo de Critio, el Moscóforo y la Atenea Angeletos. Las excavaciones se publicaron en 1906.
Ludwig Ross, codirector de las excavaciones en la Acrópolis a mediados de la década de 1830, descubrió la primera kore; la estatua del Moscóforo y la cabeza de Atenea en el frontón de Gigantomaquia se encontraron en 1863. Siguieron numerosos descubrimientos y sobre todo entre 1884 y 1888, durante las campañas de excavación de Kavvadias con la asistencia técnica de Wilhelm Dörpfeld; en 1886 tuvo lugar el descubrimiento de nueve korai, entre ellas la Kore con peplo.

## Esculturas del depósito de los persas
| Objeto    | Descripción | Origen y datación                        |
| --------- | --- | ---------------------------------------- |
| 624       | Moscóforo El Moscóforo es un kuros de estilo arcaico que lleva sobre sus hombros un ternero destinado al sacrificio. Estatua de piedra caliza, encontrada en 1864 en la Acrópolis de Atenas, rota por los persas en el año 480 a. C. Faltan la parte inferior del rostro, las manos y la parte inferior de las piernas. | Acrópolis de Atenas. ca. 570 a. C.       |
| 590       | Jinete Rampin Estatua arcaica y fragmentaria encontrada durante la excavación de los cimientos del antiguo Museo de la Acrópolis. El torso y los fragmentos del caballo fueron encontrados por primera vez en 1867. Actualmente se conservan y se exhiben en el Nuevo Museo de la Acrópolis. Después se produjo el descubrimiento de la cabeza en 1877, adquirida por el coleccionista francés Georges Rampin, quien la donó al Museo del Louvre, donde aún se conserva. | Acrópolis de Atenas. ca. 550 a. C.       |
| 679       | «Πεπλοφόρος κόρη» [Kore con peplo] (en griego). Kore arcaica de formas suaves, encontrada en 1886 en el mismo yacimiento que los anteriores. Rastros de policromía. Altura : 1,20 m. Quizás atribuible al mismo escultor que el Jinete Rampin. | Acrópolis de Atenas. ca. 540/530 a. C.   |
| 681       | Kore de Antenor Encontrada en tres fragmentos en 1882 y 1888. Altura: 2,01 m. Falta el brazo derecho, falta parte de las piernas y la cara está dañada. La joven lleva el pelo rizado, una corona, y viste un quitón y un himatión. Dos inscripciones en la base indican que la estatua es obra del escultor Antenor y que fue dedicada por un tal Nearco. | Acrópolis de Atenas. ca. 530/520 a. C.   |
| 140       | Atenea Angeletos o Atenea de Evenor Fotografía de las excavaciones de 1866. La diosa lleva la égida y viste un peplo. Faltan el brazo izquierdo y el antebrazo derecho. La cabeza nunca ha sido encontrada. Una inscripción indica que la estatua fue dedicada a Atenea por Angeletos y esculpida por Evenor. | Acrópolis de Atenas. ca. 480 a. C.       |
| 689       | «Μαρμάρινη κεφαλή εφήβου» [Cabeza del Efebo Rubio de la Acrópolis] (en griego). Fragmento de una estatua de un joven, de estilo clasicismo temprano o severo. Las caderas también han sobrevivido al estado fragmentario. Mármol con rastros de pintura amarilla-marrón en el pelo. Altura: 25 cm. | Acrópolis de Atenas. Hacia 490/480 a. C. |
| 698       | Efebo de Critio Kuros del primer clasicismo o estilo severo, encontrado incompleto en 1865, mientras se excavaban los cimientos del antiguo Museo de la Acrópolis. También se rompió durante el saqueo de la Acrópolis durante la segunda guerra médica, en el 480 a. C. Mármol de Paros. Atribuido al escultor Critio. | Acrópolis de Atenas. Antes del 480 a. C. |
| 686 - 609 | Kore de Eutídico llamada «La Malhumorada» Kore de estilo severo. La parte superior fue descubierta al este del Partenón en 1882; la parte inferior, cerca del Erecteo, en 1886. Mármol de Paros. Inscripción en la base penteliana: "Eutidíco, hijo de Taliarco, la ha dedicado (esta estatua)". | Acrópolis de Atenas ca. 490/480 a. C.    |

## Templo arcaico conocido como «Hecatompedón»
| Objeto | Descripción | Origen y datación                      |
| ------ | --- | -------------------------------------- |
| 35     | Hecatompedón Fragmentos del frontón del templo arcaico conocido como el Hecatompedón («templo de los cien pies»), situado en la Acrópolis de Atenas, en el sitio del actual Partenón y demolido en 490 a. C., después de la victoria de Maratón. Tres templos se sucedieron en este lugar: el Hecatompedon (antes del 490 a. C.), luego el muy efímero Prepartenón (de 490 a 480 a. C., inacabado), y por último el Partenón. Monstruo de triple cuerpo y cola de serpiente. El primer monstruo lleva agua, el segundo fuego y el tercero aire. | Acrópolis de Atenas. ca. 570 a. C.     |
| 9 - 55 | «Αέτωμα της Αποθέωσης του Ηρακλή (Ακρόπολη)» [Apoteosis de Heracles] (en griego). Frontón arcaico de pequeño tamaño, que representa la recepción de Heracles por Zeus y Hera. Elementos rotos de un frontón arcaico, descubierto en 1888 al este del Partenón. Este frontón puede pertenecer al primer templo conocido como el Hecatompedon o a otro edificio anexo. Altura: 94 cm | Acrópolis de Atenas. Ca. 570/550 a. C. |